# Mike McIntyre (zeiler)
Michael Mackay (Mike) McIntyre  (Glasgow, 29 juni 1956) is een voormalig Brits zeiler.
McIntyre eindigde tijdens de Olympische Zomerspelen 1984 als zevende in de finn.
McIntyre won samen met Bryn Vaile de gouden medaille in de star tijdens de Olympische Zomerspelen 1988. 
Vanwege zijn olympische titel werd McIntyre tijdens de nieuwjaarslintjesregen van 1989 benoemd tot lid in de Orde van het Britse Rijk.
Zijn dochter Eilidh McIntyre werd in 2021 olympisch kampioen in de 470 klasse.

## Olympische Zomerspelen
| Jaar | Plaats      | Resultaten |
| ---- | ----------- | ---------- |
| 1984 | Los Angeles | 7e finn    |
| 1988 | Seoel       | star       |